# Astúlez
Astúlez (oficialmente Astúlez/Estuliz) es una localidad del municipio de Valdegovía, en la provincia de Álava, País Vasco (España).

## Toponimia
La localidad aparece citada en numerosas ocasiones en documentos procedentes del Cartulario de Valpuesta: 20 de enero de 1001 como Estuliz; en 1004, 1121, 1128 y 1133, se documenta Estulez; en 1184 Stulez; Astuliz en 1290, y Astiúez, en 1359.

## Localización
La localidad se encuentra a 6 kilómetros de la localidad burgalesa de Valpuesta y a 10 kilómetros de Espejo, la localidad más importante del municipio. La localidad surge al abrigo del castillo-fortaleza que protegía el acceso norte al valle de Valdegovía.

## Geografía
Se sitúa al pie de un alto monte, rodeado de salientes rocosos y a orillas de un afluente del río Tumecillo. Dista de Villanueva de Valdegobia 5,5 kms. hallándose al N. de dicha localidad. Limita al N. con Burgos (valle de Losa), al E. con Osma, al S. con Caranca y al O. con Basabe y Mioma.

## Naturaleza
Los bosques de la localidad y el entorno son ricos y bien conservados, con frondosos robledales, encinares y hayedos.

## Demografía
| Gráfica de evolución demográfica de Astúlez entre 2000 y 2017 |
|                                                               |
| Población de derecho según los censos de población del INE.   |

## Cultura

### Patrimonio material
- Castillo de Astúlez. Se sitúa en una de las agujas roqueras elegida en la Alta Edad Media para la instalación en ella de un castillo que sirviese de refugio, defensa y vigilancia de esta parte del Valle de Valdegovía, así como de la ruta hacia el mar (que seguía el curso de los ríos Tumecillo - Omecillo) contra las incursiones devastadoras de las tropas musulmanas. El castillo se haya encaramado a en una sobresaliente roca sobre la que se alzan los restos del arrogante torreón. El risco en el que se asienta el torreón es prácticamente inaccesible, aumentándose las dificultades por la existencia de un alto muro o muralla que lo rodea.
- Iglesia de San Millán. De su primitiva concepción románica se acentúa en el circular ábside, en el que se encuentra un bello ventanal, de los primeros años del románico que muestra en los capiteles de sus columnillas interesantes motivos florales y humanos. En el alzado pie con otro interesante ventanal, la velada portada de ingreso al templo, junto con los tradicionales canes, completan los restos románicos de la iglesia. La torre, de planta cuadrada, se culmina con el cuerpo campanario.
- Casa blasonada.
- Fuente.
- Lavadero.
- Abrevadero.